# Dog-Gone Clever
Dog-Gone Clever è un cortometraggio muto del 1920 scritto e diretto da Charles Reisner.

## Produzione
Il film fu prodotto dalla Century Film.

## Distribuzione
Distribuito dall'Universal Film Manufacturing Company, il film - un cortometraggio in due bobine - uscì nelle sale cinematografiche USA il 12 aprile 1920.